# Frankrikes Grand Prix 2005
Frankrikes Grand Prix 2005 var det tionde av 19 lopp ingående i formel 1-VM 2005.

## Rapport
Fernando Alonso i Renault ledde från start till mål. Detta var Renaults första seger i Frankrike på 22 år och också en sorts revansch för däckleverantören Michelin efter fiaskot i USA loppet innan. Kimi Räikkönen i McLaren, som kom tvåa, hade tredje bästa kvalificeringstiden, men fick starta från position tretton eftersom han hade varit tvungen att byta ut bilens motor under fredagens träning.

## Resultat
1. Fernando Alonso, Renault, 10 poäng
2. Kimi Räikkönen, McLaren-Mercedes, 8
3. Michael Schumacher, Ferrari, 6
4. Jenson Button, BAR-Honda, 5
5. Jarno Trulli, Toyota, 4
6. Giancarlo Fisichella, Renault, 3
7. Ralf Schumacher, Toyota, 2
8. Jacques Villeneuve, Sauber-Petronas, 1
9. Rubens Barrichello, Ferrari
10. David Coulthard, Red Bull-Cosworth
11. Takuma Sato, BAR-Honda
12. Mark Webber, Williams-BMW
13. Tiago Monteiro, Jordan-Toyota
14. Nick Heidfeld, Williams-BMW
15. Narain Karthikeyan, Jordan-Toyota

### Förare som bröt loppet
- Juan Pablo Montoya, McLaren-Mercedes (varv 46, hydraulik)
- Christijan Albers, Minardi-Cosworth (37, olycka)
- Patrick Friesacher, Minardi-Cosworth (33, däck)
- Felipe Massa, Sauber-Petronas (30, hydraulik)
- Christian Klien, Red Bull-Cosworth (1, bränsletryck)

## VM-ställning
| Förarmästerskapet 1. Fernando Alonso, Renault, 69 2. Kimi Räikkönen, McLaren-Mercedes, 45 3. Michael Schumacher, Ferrari, 40 | Konstruktörsmästerskapet 1. Renault, 89 2. McLaren-Mercedes, 71 3. Ferrari, 69 |